# Всеросійський державний інститут кінематографії
Всеросі́йський держа́вний інститу́т кінематогра́фії імені С. А. Герасимова, часто ВДІК (рос. Всероссийский государственный институт кинематографии имени С. А. Герасимова) — вищий навчальний заклад в Росії, який готує творчих працівників кіно різних спеціальностей.

## Історія
Засновано 1 вересня 1919 року в Москві як першу у світі Держкіношколу, яка випускала режисерів, операторів, акторів, художників.
Деркіношкола зазнала низку реорганізацій:
- від 1922 — Державні майстерні підвищеного типу;
- від 1925 — Державний технікум кінематографії (ДТК);
- від 5 серпня 1930 — Державний інститут кінематографії (ДІК);
- від 25 жовтня 1934 — Всесоюзний державний інститут кінематографії (ВДІК).
- від 28 липня 1992 року — Всеросійський державний інститут кінематографії імені Сергія Герасимова.

## Персоналії

### Випускники
- Абизов Володимир Іванович
- Байгушев Олександр Інокентійович
- Гармаш Юрій Тимофійович
- Денисенко Олександр Володимирович
- Дзюбенко Наталія Михайлівна
- Дмитрук Андрій Всеволодович
- Дяченко Сергій Сергійович
- Євсєєв Олександр Микитович
- Жариков Євген Ілліч
- Іваницька Тамара Федорівна
- Ільчук Микола Семенович
- Іллєнко Юрій Герасимович
- Іллєнко Михайло Герасимович
- Ільїна Ніна Олександрівна
- Кирієнко Зінаїда Михайлівна
- Крупнов Ігор Геннадійович
- Кряченко Таїса Миколаївна
- Мандрич Микола Олександрович
- Меняльщіков Саїд Джиганович
- Миславський Володимир Наумович
- Митякін Борис Михайлович
- М'ясников Борис Мойсейович
- Ноздрюхін-Заболотний Віктор Дмитрович
- Осипов Альберт Никанорович
- Пелешко Володимир Михайлович
- Підгородецький Анатолій Миколайович
- Романовський Юрій Сергійович
- Серебреников Альмар Олександрович
- Спиридонов Вадим Семенович
- Тараканов Герман Якович
- Терещенко Микола Павлович
- Тишковець Валентина Олексіївна
- Федоров Юрій Андрійович
- Халанська Чарита Гаврилівна
- Шевченко Ігор Анатолійович
- Шликов Петро Олександрович